# Azdin Rghioui
Azedin (ou Azdin) Rghioui, né le 30 août 1987 à Nîmes, est un karatéka français.
Il remporte une médaille d'argent en kumite individuel juniors dans la catégorie des moins de 65 kg aux Championnats du monde de karaté juniors et cadets 2007.
Il est champion du monde en kumite par équipes en 2012 et champion d'Europe en 2013.
Influencé par les films d'arts martiaux et notamment de Jean-Claude Van Damme et Bruce Lee, il s'inscrit au karaté avec tous ses frères.
Il honore sa première sélection en 2006 au championnat d'Europe juniors en 2006 à Izmir grâce à un Karaté offensif et varié.
Formé à Nimes par Hédi Bouri et Fabrice Fontaine au Yamato Karaté Club, 
Il évolua au  pôle france de Montpellier durant 8 années , période où il gagne le titre de champion du monde et  de champion d'Europe par équipe.
Conquête mondiale: Quarante ans après un premier et unique passage à Paris, les Mondiaux de karaté sont de retour à Paris au Palais omnisports de Paris-Bercy. La France fini première nation et remporte le titre de Champion du Monde Par équipe masculin en finale face à la Turquie avec notamment les victoires décisives d'Azedin en quart face à l'Egypte et en demi face l'Allemagne.